# Goloboffia biberi
Goloboffia biberi is een spinnensoort uit de familie Migidae. De wetenschappelijke naam van de soort werd voor het eerst geldig gepubliceerd in 2019 door Ferretti, Ríos-Tamayo en Goloboff.
De soort komt voor in Chili.